# Фінал Кубка володарів кубків 1985
Фінал Кубка володарів кубків 1985 — футбольний матч для визначення володаря Кубка володарів кубків УЄФА сезону 1984/85, 25-й фінал змагання між володарями національних кубків країн Європи. 
Матч відбувся 15 травня 1985 року у Роттердамі за участю володаря Кубка Англії 1983/84 «Евертона» та володаря Кубка Австрії 1983/84 «Рапіда». Гра завершилася перемогою англійців з рахунком 3-1, які здобули свій перший титул володарів Кубка володарів кубків.

## Шлях до фіналу
| Евертон                            | Евертон   | Евертон         | Евертон         | 1984/85      | Рапід            | Рапід     | Рапід           | Рапід           |
| ---------------------------------- | --------- | --------------- | --------------- | ------------ | ---------------- | --------- | --------------- | --------------- |
| Суперник                           | Результат | Перший матч     | Повторний матч  | Раунд        | Суперник         | Результат | Перший матч     | Повторний матч  |
| УКД                                | 1–0       | 0–0 (на виїзді) | 1–0 (вдома)     | Перший раунд | Бешікташ         | 5–2       | 4–1 (вдома)     | 1–1 (на виїзді) |
| Інтернаціональ Словнафт Братислава | 4–0       | 1–0 (на виїзді) | 3–0 (вдома)     | Другий раунд | Селтік           | 4-1       | 3–1 (вдома)     | 1–0 (на виїзді) |
| Фортуна                            | 5–0       | 3–0 (вдома)     | 2–0 (на виїзді) | 1/4 фіналу   | Динамо (Дрезден) | 5–3       | 0–3 (на виїзді) | 5–0 (вдома)     |
| Баварія                            | 3–1       | 0–0 (на виїзді) | 3–1 (вдома)     | 1/2 фіналу   | Динамо (Москва)  | 4–2       | 3–1 (вдома)     | 1–1 (на виїзді) |

## Деталі
| 15 травня 1985 |

| Евертон                      | 3:1      | Рапід (Відень) |
| ---------------------------- | -------- | -------------- |
| Грей 57' Стівен 72' Шиді 85' | Протокол | Кранкль 83'    |

| Де Кейп, Роттердам Глядачів: 38 500 Арбітр: Паоло Касарін |

| Евертон | Рапід |

| В                |  | Невілл Саутолл     |     |
| З                |  | Гері Стівенс       | 43' |
| З                |  | Пет ван ден Гауве  |     |
| З                |  | Кевін Реткліфф (к) |     |
| З                |  | Дерек Маунтфілд    |     |
| ПЗ               |  | Пітер Рід          |     |
| ПЗ               |  | Тревор Стівен      |     |
| ПЗ               |  | Пол Брейсвелл      |     |
| ПЗ               |  | Кевін Шиді         |     |
| Н                |  | Грем Шарп          |     |
| Н                |  | Енді Грей          |     |
| Запасні:         |  |                    |     |
| В                |  | Джим Арнольд       |     |
| З                |  | Алан Гарпер        |     |
| З                |  | Джон Бейлі         |     |
| ПЗ               |  | Кевін Річардсон    |     |
| ПЗ               |  | Ян Аткінс          |     |
| Головний тренер: |  |                    |     |
| Говард Кендалл   |  |                    |     |

| В                |  | Міхаель Конзель  |     |     |
| З                |  | Лео Лайнер       |     |     |
| З                |  | Курт Гаргер      |     |     |
| З                |  | Карл Браунедер   |     |     |
| З                |  | Геріберт Вебер   | 39' |     |
| ПЗ               |  | Райнгард Кінаст  |     |     |
| ПЗ               |  | Златко Краньчар  |     |     |
| ПЗ               |  | Петер Хрстич     |     |     |
| ПЗ               |  | Руді Вейнгофер   |     | 67' |
| Н                |  | Ганс Кранкль (к) |     |     |
| Н                |  | Петер Пакульт    |     | 60' |
| Запасні:         |  |                  |     |     |
| ПЗ               |  | Антонін Паненка  |     | 67' |
| Н                |  | Йоганн Гросс     |     | 60' |
| Головний тренер: |  |                  |     |     |
| Отто Барич       |  |                  |     |     |